# (25916) 2001 CP44
(25916) 2001 CP44 est un astéroïde Amor de 5,683 km de diamètre découvert en 2001.

## Description
(25916) 2001 CP44 a été découvert le 15 février 2001 à l'observatoire Magdalena Ridge, situé dans le comté de Socorro, au Nouveau-Mexique (États-Unis), par le projet Lincoln Near-Earth Asteroid Research (LINEAR).

### Caractéristiques orbitales
L'orbite de cet astéroïde est caractérisée par un demi-grand axe de 2,56 UA, un périhélie de 1,29 UA, une excentricité de 0,50 et une inclinaison de 15,75° par rapport à l'écliptique. Du fait de ces caractéristiques, à savoir un périhélie compris entre 1,017 et 1,3 UA, il est classé comme astéroïde Amor, une famille d'astéroïdes géocroiseurs, s'approchant l'orbite de la Terre.

### Caractéristiques physiques
(25916) 2001 CP44 a une magnitude absolue (H) de 13,6 et un albédo estimé à 0,177, ce qui permet de calculer un diamètre de 5,683 km. Ces résultats ont été obtenus grâce aux observations du Wide-field Infrared Survey Explorer (WISE), un télescope spatial américain mis en orbite en 2009 et observant l'ensemble du ciel dans l'infrarouge, et publiés en 2011 dans un article présentant les résultats concernant 1 739 astéroïdes troyens de Jupiter et 349 candidats.